# Maradona by Kusturica
Maradona by Kusturica es una película documental del cineasta serbio Emir Kusturica, basada en la vida de Diego Maradona, considerado como el mejor futbolista de todos los tiempos.
Kusturica se dispone a explicar lo que Maradona representa para el mundo y el hombre que hay detrás de esa representación. Para ello recopila los sucesos sobresalientes de su vida (su infancia en Villa Fiorito, su carrera como jugador, el mejor gol de la historia y sus problemas con las drogas) y acompaña al astro en sus actividades entre los años 2005 y 2007, su experiencia como presentador de televisión en La Noche del 10 y su militancia política junto a Fidel Castro, Evo Morales y Hugo Chávez.

## Reparto
- Diego Maradona
- Emir Kusturica
- Claudia Villafañe
- Hugo Chávez
- Evo Morales
- Stribor Kusturica
- Manu Chao
- Lucas Fuica y miembros de la Iglesia maradoniana

- Datos: Q732436